# Association allemande des artistes (Rome)

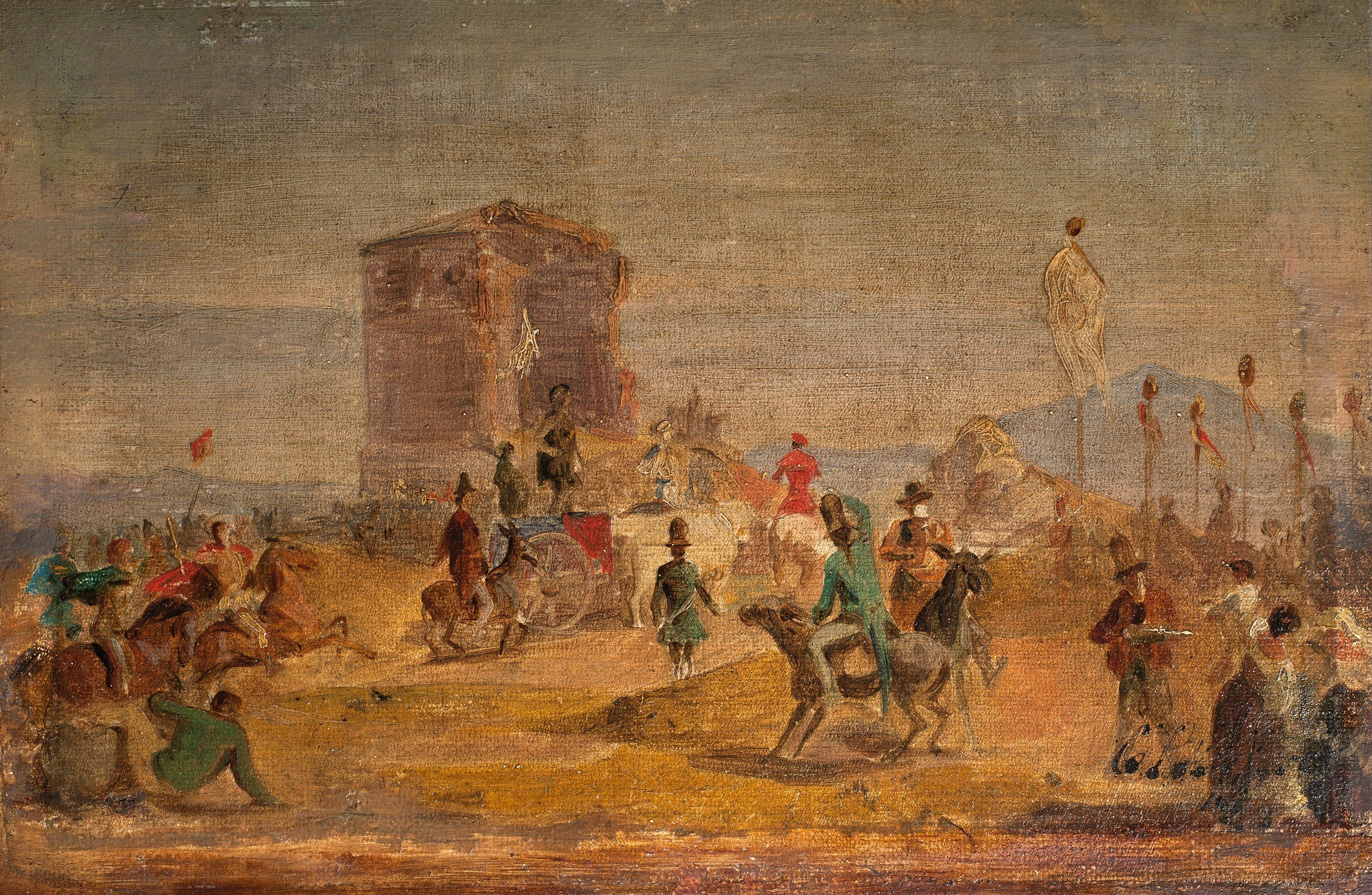
Cervarafest in der Campagna, étude de Carl Steffeck, vers 1841, Alte Nationalgalerie, Berlin.

L'Association allemande des artistes une association d'artistes pour les artistes germanophones à Rome, de 1845 à 1915. Elle succède à la Société Ponte-Molle, fondée en 1813.

## Histoire
Après les guerres napoléoniennes, le nombre de Romains allemands, artistes plasticiens et écrivains allemands à Rome, augmente sensiblement et atteint son apogée peu avant le Printemps des peuples en 1848. Ce sont avant tout des peintres, sculpteurs et architectes du néo-classicisme et du romantisme partis de nombreux pays - dont les États de la Confédération germanique - vers la « Ville éternelle » pour étudier des modèles anciens. Les pionniers de l'art germanophone de Rome sont les nazaréens, principalement des peintres catholiques, venus à Rome de Vienne en 1810 pour découvrir l'héritage chrétien et les créations de la Renaissance à travers leurs propres yeux. Au cours des années suivantes, ils attirent un groupe croissant de personnes partageant les mêmes idées en provenance des pays germanophones et forment une école.
La coutume est parmi les artistes d'accueillir les nouveaux arrivants au pont Milvius, le Ponte Molle, et lui donner un tonneau de vin. Au cours de l'institutionnalisation d'un festival printanier d'artistes germanophones, la Société Ponte-Molle est créée en 1813, les membres adoptent les mœurs d'un ordre chevaleresque pour le plaisir. Elle se fait rapidement connaître en organisant chaque année autour du 1er mai un défilé carnavalesque dans la campagne romaine pour les anciennes carrières de travertin sur les rives de l'Aniene à Tor Cervara (Torre Cervaro). Des membres de la société organisent aussi un fonds d'aide pour les artistes allemands pauvres.
Afin de permettre aux artistes allemands d'avoir un lieu d'exposition romain permanent sur le modèle des artistes français à Rome, qui peuvent organiser régulièrement des expositions à la Villa Médicis, un cercle de six délégués se forme au sein de la société, qui se réunissent à l'été 1845 pour obtenir des conseils sur la réorganisation de la société requise au sein de la Villa Malta (de). Il s'agit de Johann Martin von Wagner (de), Johannes Riepenhausen, Franz Nadorp (de), Anton Hallmann (de), Heinrich Kümmel (de) et Julius Moser (de). Le 6 novembre 1845, la Ponte-Molle-Gesellschaft adopte les statuts développés par ce cercle et prend alors le nom d'Association allemande des artistes. La fête de fondation au Palazzo Fiano suit deux jours plus tard. Le 8 avril 1846, la nouvelle association tient sa première grande exposition au Palazzo Simonetti sur la via del Corso. L'association, qui compte 260 membres en 1846-1847, dont 163 membres réguliers, s'y établit sur la base d'un contrat de location permanent. Il offre aux membres et à leurs invités la possibilité de cercles de littérature et d'autres réunions, des expositions d'art, mais aussi à des festivals, des ballets, des concerts et des récitals de chansons. À partir des legs du peintre Johann Christian Reinhart et du prince Henri-Charles de Prusse, on construit une bibliothèque remarquable qui est encore préservée aujourd'hui et exposée dans la maison de Goethe.
Au fil du temps, l'association change d'adresse plusieurs fois en raison de la baisse du nombre de membres et des frais. En raison de la guerre austro-prussienne, le nombre de membres tombe à une cinquantaine en 1866 après le départ de nombreux Autrichiens et Allemands du Sud, de sorte qu'on ne peut se permettre que des chambres plus modestes au Palazzo Poli et vers 1870 abandonne la direction du "Cervaro Festival". En 1884, l'association déménage au Palazzo Pacca, puis dans des locaux inadéquats du palais Giraud-Torlonia. De 1889 à 1915, elle est au Palazzo Serlupi près du Panthéon. Parfois, il a le soutien financier des cercles privés des empereurs Guillaume et de Frédéric III. Le plan échoue en 1879 en raison de la résistance du Reichstag qui, à l'instigation de Peter Reichensperger, ne veut pas approuver les fonds nécessaires.
En 1896, le magazine Die Kunst für Alle affirme que l'Association allemande des artistes est « devenue une sorte de salle des dignitaires ou de table des habitués pour les éléments non artistiques, dont certains sont étrangers aux intérêts artistiques ou incompréhensibles pour eux ». Konrad Telmann fait la même remarque après avoir assisté à l'exposition de Hermione von Preuschen dans son roman Unter römischem Himmel paru en 1896. L'association lui refuse alors l'entrée. À la suite du différend, dont la presse rend compte en détail, tous les correspondants des journaux allemands quittent l'association. De plus, les artistes allemands basés à Rome s'éloignent de l'association pendant des mois, laissant les non-artistes entre eux.
En 1915, avec la fin de la Triplice par l'Italie et son entrée dans la Première Guerre mondiale, l'association doit fermer, tout comme d'autres institutions de la scène culturelle germano-romaine, comme l'Académie allemande de Rome Villa Massimo, qui n'avait ouvert ses portes qu'en 1913. En 1926, la "Deutsche Vereinigung" reprend les avoirs de l'association dissoute et confisqués en 1915.
La bibliothèque et les archives de l'Association allemande des artistes font partie de la collection Casa di Goethe depuis 2012. Ils sont en cours d'élaboration pour un catalogue en ligne pour une mise à la disposition du public prévue en 2019.